# 拉塞库尔
拉塞库尔（法語：Racécourt，法語發音：[ʁasekuʁ] ⓘ）是法国大東部大區孚日省的一个市镇，属于埃皮纳勒区。

## 地理
拉塞库尔（48°15'27"N, 6°11'20"E）面积7.23 平方千米，位于法国大東部大區孚日省，该省份为法国东北部内陆省份，北起默兹省和默尔特-摩泽尔省，西接上马恩省，南至上索恩省和贝尔福地区省，东临上莱茵省和下莱茵省。
与拉塞库尔接壤的市镇（或旧市镇、城区）包括：阿埃维尔、巴兹涅、布兹蒙、栋派尔、沃洛特和塔蒂涅库尔。

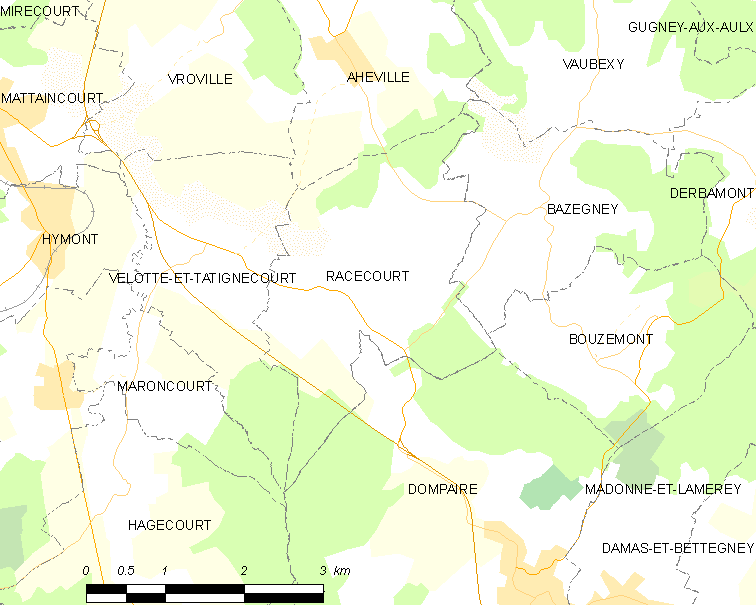
拉塞库尔的OSM定位图

拉塞库尔的时区为UTC+01:00、UTC+02:00（夏令时）。

## 行政
拉塞库尔的邮政编码为88270，INSEE市镇编码为88365。

## 政治
拉塞库尔所属的省级选区为达尔内县。

## 人口

1962-2008年间拉塞库尔人口变化图示

拉塞库尔于2022年1月1日时的人口数量为146人。